# 1966 Tristan
Az 1966 Tristan (ideiglenes jelöléssel 2552 P-L) a Naprendszer kisbolygóövében található aszteroida. Cornelis Johannes van Houten, Ingrid van Houten-Groeneveld és Tom Gehrels fedezte fel 1960. szeptember 24-én.